# Catephia metaleuca
Catephia metaleuca là một loài bướm đêm trong họ Erebidae.